# Santa María de Pantasma
Santa María de Pantasma är en kommun (municipio) i Nicaragua med 50 057 invånare (2012). Den ligger i den norra bergiga delen av landet, i departementet Jinotega. Santa María de Pantasma är en regnrik trakt som utmärks av dess bäckar, floder och vattenfall.

## Geografi
Santa María de Pantasma gränsar till kommunerna Quilalí, Wiwilí de Nueva Segovia och  Wiwilí de Jinotega  i norr, El Cuá i öster, Jinotega i söder, samt till San Rafael del Norte och San Sebastián de Yalí i väster. Kommunens största ort är centralorten Las Praderas med 5 662 invånare (2005).

## Natur
Igenom kommunen rinner floden Río Pantasma från söder till norr. Kommunens norra gräns utgörs av floden Río Coco.

## Historia
Kommunen grundades 1989.

## Religion
Kommunens firar sina festdagar från den 15 till 30 maj till minne av Sankt Isidor av Madrid.